# Абстрактный иллюзионизм
Абстрактный иллюзионизм — направление искусства, сочетающее абстракцию и иллюзию. Впервые термин употребила искусствовед и критик Барбара Роуз в 1967 году. Независимо от неё Луис Мейзель использовал термин для обозначения художественного направления, ставшего популярным в Соединённых Штатах в середине 1970-х годов. В 1972 году английский критик Брайан Робертсон причислил к абстрактному иллюзионизму работы нескольких английских художников и скульпторов. 

## История
Направление считается производным от абстрактного экспрессионизма и живописи жёстких контуров, в которые добавлены элементы перспективы, искусственные источники света и имитация теней для создания иллюзии трёхмерного пространства на двумерной поверхности. Абстрактный иллюзионизм отличается от традиционного искусства Trompe-l'œil («обманка») тем, что пространство изображения как будто проецируется перед поверхностью холста или в сторону от неё, а не уходит в плоскость картины. Но в первую очередь, произведения имеют дела с абстрактными объектами в отличие от реализма обманок. К началу 1980-х годов многие из визуальных приёмов, возникших в абстрактном иллюзионизме, были коммерциализированы и получили широкий спектр приложений в графическом дизайне, дизайне тканей и украшении развлекательных транспортных средств. Распространение коммерческого применения абстрактного иллюзиониста в конечном итоге привело к распаду художественного движения, так как ряд первоначальных приверженцев стиля отказались далее в нём работать. До 1970 года яркими представителями формирующегося направления были Рональд Дэвис, Аллан Д'Арканджело и Ал Хелд .
Художники, связанные с абстрактным иллюзионизмом 1970-х годов могут быть установлены по документам выставок и художественной литературе. К ним относятся Джеймс Хавард, Джек Лембек, Джо Дойл, Тони Кинг, Джек Рейли, Джордж Грина и Майкл Галлахер . Первыми крупными музейными экспозициями, в которых был представлен абстрактный иллюзионизм, стали выставки «Абстрактный иллюзионизм» в Центр искусств Пола Меллона (Уоллингфорд, штат Коннектикут, 1977), «Семь нью-йоркских художников (абстрактный иллюзионизм)» в Художественной галерее Сьюолла (Университет Райса, Хьюстон, штат Техас, 1977), «Ломая плоскость картины» в галерее Томасуло (Юнион Колледж, Крэнфорд, штат Нью-Джерси) и «Реальность иллюзии», организованная куратором Дональдом Брюером из Университета Южной Калифорнии в Денверском художественном музее, затем в Оклендском музее Калифорнии, Музее Герберта Джонсона в Корнелльском университете, Университете Южной Калифорнии и Художественном музее Гонолулу. Ряд выставок был организован Луисом Майзелем, ведущим дилером, занимавшимся этим направлением. Он представлял известных художников на персональных и групповых выставках в течение семидесятых годов на Принс-стрит в Сохо.
В 1972 году английский критик Брайан Робертсон также использовал термин «абстрактный иллюзионизм», чтобы охарактеризовать скульптуры Кеннета Дрэйпера, Найджела Холла и Уильяма Такера и картины Пола Хаксли и Бриджит Райли.